# Parafia Świętych Apostołów Piotra i Pawła w Dębnie
Parafia pw. Świętych Apostołów Piotra i Pawła w Dębnie – parafia rzymskokatolicka, należąca do dekanatu Dębno, archidiecezji szczecińsko-kamieńskiej, metropolii szczecińsko-kamieńskiej.

## Historia parafii
Erygowana 04.03.1974 r. poprzez wydzielenie z parafii pw. św. Antoniego w Dębnie, którą powierzono kapłanowi diecezjalnemu. Od 1945 r. do tego czasu salezjanie obsługiwali parafię pw. św. Antoniego, prowadząc duszpasterstwo w kościołach pw. św. Antoniego, pw. św. Apostołów Piotra i Pawła (powierzony im wraz z plebanią), jak również w innych kościołach filialnych. 31.12.1976 r. erygowanie salezjańskiego domu zakonnego pw. św. Ap. Piotra i Pawła (dotychczas pw. św. Antoniego, powstały 29.03.1952 r.). W związku z realizowaniem ustawy z 23.06.1971 r. (Monit. Pol. Nr 44, poz. 284) za zgodą Kurii Gorzowskiej z 20.12.1971 r. (Zn. Ha 15-158/71), dekretem WRN Szczecin z 29.04.1971 r. (Wz/71/1/71) przeszła na własność Towarzystwa Salezjańskiego użytkowana dotychczas nieruchomość przy Pl. Światowida 2 (budynek mieszkalny z zabudowaniami gospodarczymi i terenem).

## Działalność parafialna

### Wspólnoty parafialne
Przy parafii swoją działalność prowadzą: 
- Stowarzyszenie Maryi Wspomożycielki Wiernych,
- Wspólnota Wdów Konsekrowanych,
- Stowarzyszenie Współpracowników Salezjańskich,
- Straż Honorowa,
- Odnowa w Duchu Świętym,
- OAZA, Ministranci,
- Parafialny Zespół Caritas.

## Miejsca święte

### Kościoły filialne i kaplice
- Kościół pw. Najświętszego Serca Pana Jezusa w Barnówku[2][1]
- Kościół pw. Matki Bożej Wspomożenia Wiernych w Mostnie[2][1]
- Kościół pw. Świętego Krzyża w Oborzanach[2][1]

## Duszpasterze

### Proboszczowie
- ks. Zbigniew Mroczkowski SDB (1974-80)
- ks. Stanisław Sadowski SDB (1980-86)
- ks. Witold Citko SDB (1986-95)
- ks. Jan Jermak SDB (1995–2001)
- ks. Witold Drzyzgiewicz SDB (01.07.2001-30.04.2004)
- ks. Andrzej Przybyła SDB (od 01.05.2004)
- ks. Jacek Jaszewski SDB (2010-2016)
- ks. Henryk Łącki SDB (2016-2022)
- ks. Robert Dmochowski SDB (od 2022)